# Microrreserva Cala Argilaga
La Microrreserva de flora Cala Argilaga se sitúa en el término municipal de Peñíscola, Provincia de Castellón y tiene una superficie de 1267 ha.

## Especies prioritarias
Antirrhinum barrelieri ssp. litigiosum, Centaurea saguntina, Erodium sanguis-christi ssp. sanguis-christi, Limonium virgatum.

## Unidades de vegetación prioritarias
- Acantilados bajos con hinojo marino, Crithmo-Limonietum girardiani (código Natura 2000: 1240).
- Maquia termófila litoral (código Natura 2000: 5330).
- Pastizales terofíticos con Erodium sanguis-christi (código Natura 2000: 6220)

## Limitaciones de uso
Queda prohibida cualquier actuación urbanística en la zona, tanto en la parte terrestre (paseos marítimos, urbanizaciones, etc.) como en la parte marítima (puertos deportivos, instalaciones de ocio marítimo, espigones, etc.), que afectarían irremediablemente a las poblaciones de las especies prioritarias.
- Datos: Q6013431